# Josep Valentí i Oliver
Josep Valentí i Oliver (Igualada, Província de Barcelona, 10 de març del 1855 – Camagüey, Cuba, 13 de febrer del 1927). Sacerdot escolapi català.

## Biografia
Alumne del reobert col·legi escolapi d'Igualada, entrà a l'orde calassanci i començà el noviciat a Moià el 27 d'agost de 1870. Dos anys després professà (14 juliol 1872) i va ser enviat al col·legi de Sant Antoni de Barcelona per cursar-hi filosofia i matemàtiques sota el mestratge del pare Joan Martra —antic alumne del pare Jacint Feliu—, estudis que simultaniejà amb l'ensenyament. El 1875 passà a Mataró per estudiar-hi la teologia seguint el text de Jaume Balmes.
Ensenyà a Balaguer i a Mataró. El 1882 va ser enviat a Cuba i residí sempre a la ciutat de Camagüey. Va ser rector d'aquesta comunitat de 1897 a 1900, els anys difícils de la independència cubana. La ciutat va ser un focus fonamental en l'aixecament contra la dominació espanyola: els escolapis li feren sempre costat. La comunitat ajudà perseguits i empresonats, especialment s'interessà a favor de les dones que eren pressionades perquè no ajudessin els fills o marits enrolats amb els mambises, s'intentà alliberar les que estaven empresonades o havien de ser deportades a penals espanyols com les Illes Chafarinas.
El pare Josep tornà a Catalunya (1904) i rebé per destinació Mataró, però al cap de dos anys tornà a Camagüey per a la resta de la seva vida. Durant l'estada a Mataró viatjà a Terra Santa i a Roma on va ser rebut en audiència privada pel papa Pius X.
Ja en els primers anys de l'estada a Cuba, va ser nomenat rector de la parròquia de Camagüey on treballà intensament. La manca de sacerdots autòctons deixava sense pastor moltes parròquies, ja que els espanyols es repatriaren. El 1904 deixà l'Illa, però li pregaren insistentment que hi tornés per regir novament la parròquia: el pare Valentí ho acceptà generosament: era molt estimat pel seu compromís social. A partir de 1912 la ciutat de Camagüey va ser erigida en seu episcopal i la parròquia, en catedral; el pare Josep va ser confirmat com a rector de la mateixa pel primer bisbe monsenyor Valentín Zubizarreta, carmelita descalç, que va ser consagrat el 8 de novembre de 1914.
Les preocupacions i actuacions del pare Valentí, com a rector de la parròquia, se centraren especialment a dignificar les celebracions litúrgiques, en la catequesi a infants, joves i persones grans, en animar constantment els feligresos i en l'atenció als més necessitats per a la qual cosa creà el Pan de San Antonio i les Conferències de Sant Vicenç de Paül.